# Liste homosexueller Chöre im deutschen Sprachraum
Seit Anfang der 1980er Jahre haben sich in vielen Städten im deutschen Sprachraum lesbische und schwule Gesangschöre gebildet. So setzte sich eine Entwicklung fort, die seit ca. Mitte der 1970er Jahre in den USA mit der Gründung der ersten homosexuellen Chöre eingesetzt hatte. Inzwischen bevorzugen einige Chöre die Bezeichnung "Queerer Chor", da die sexuelle und geschlechtliche Vielfalt der Chormitglieder oft über Homosexualität hinausgeht und das gesamte queere Spektrum umfasst.
| Name                                                              | Ort               | Gründungsjahr                                         | Besetzung |
| ----------------------------------------------------------------- | ----------------- | ----------------------------------------------------- | --------- |
| Andersrum und immerschief                                         | Oldenburg         | 1988                                                  | Frauen    |
| Aqueerious                                                        | Gießen/Marburg    | 1994                                                  | gemischt  |
| Belle Alliance                                                    | Hamburg           | 1994                                                  | gemischt  |
| Berliner Heartchor                                                | Berlin            | 2001                                                  | Frauen    |
| canta:re                                                          | Berlin            | 2002                                                  | gemischt  |
| Classical Lesbians                                                | Berlin            | 1996                                                  | Frauen    |
| Club Nachtigall                                                   | Hamburg           | 1999                                                  | Männer    |
| Da capo al dente                                                  | Bremen            | 1997                                                  | gemischt  |
| diETAKTLOSEN                                                      | Köln              | 1997                                                  | gemischt  |
| DonnAcappella                                                     | Frankfurt am Main | 1994                                                  | Frauen    |
| Die Choryfeen                                                     | Kiel              |                                                       | Frauen    |
| Die Fetten Koketten Soubretten                                    | Köln              | 1998 (aufgelöst 2011)                                 | Männer    |
| Die Fliedertafel                                                  | Basel             | Herbst 1989 (2007 in Chor „Voicetale“ aufgegangen)    | Männer    |
| Gemischter Damenchor                                              | Berlin            | 1997                                                  | gemischt  |
| Gemischter Saarbrücker Damenchor                                  | Saarbrücken       | 1992                                                  | Frauen    |
| Gemischter Saarbrücker Herrenchor                                 | Saarbrücken       | 2001                                                  | Männer    |
| Hamburger Tuntenchor                                              | Hamburg           | 1980 (aufgelöst)                                      | Männer    |
| Homophon                                                          | Münster           | 1987                                                  | Männer    |
| Die Kirschblüten                                                  | Leipzig           | 1995 (2003 in Chor „Die Tollkirschen“ aufgegangen)    | Männer    |
| Kleine Berliner Chorversuchung                                    | Berlin            | 2000                                                  | gemischt  |
| Kölner Spitzbuben                                                 | Köln              | 2004                                                  | Männer    |
| Liederliche Lesben                                                | Frankfurt am Main | 1993                                                  | Frauen    |
| Lilamunde Lesbenvokal                                             | München           | 1993                                                  | Frauen    |
| Lustschrei Düsseldorf                                             | Düsseldorf        | (aufgelöst vor 2010)                                  | Männer    |
| Die Mainsirenen                                                   | Frankfurt am Main | 1987                                                  | Männer    |
| Männer-Minne                                                      | Berlin            | 1987                                                  | Männer    |
| MäNü – Männerchor Nürnberg                                        | Nürnberg          | 1985 (aufgelöst vor 1997)                             | Männer    |
| Melodiva                                                          | München           | 1995                                                  | Frauen    |
| Melodykes                                                         | Düsseldorf        | 1995                                                  | Frauen    |
| Miss Klang                                                        | Hamburg           | 1991                                                  | Frauen    |
| Musica Lesbiana                                                   | Stuttgart         | 1998                                                  | Frauen    |
| Neuer Berliner Damenchor                                          | Berlin            | 1986                                                  | Frauen    |
| Philhomoniker                                                     | München           | 1990                                                  | Männer    |
| Queerbeet-Chor                                                    | Karlsruhe         | 2010                                                  | gemischt  |
| QueerChor Tübingen                                                | Tübingen          | 2013                                                  | gemischt  |
| Die Queerflöten                                                   | Freiburg          | 1993                                                  | gemischt  |
| Queer Impro Voices Cologne                                        | Köln              | 2010 (als Schwullesbischer Chor Köln; umbenannt 2024) | gemischt  |
| Queerubim                                                         | überregional      | 2005                                                  | gemischt  |
| Raffinierter Zucka                                                | Berlin            |                                                       | Frauen    |
| Regenbogenchor München                                            | München           | 2004                                                  | gemischt  |
| Regenbogenchor Hamburg                                            | Hamburg           | 2015                                                  | Frauen    |
| Die Rheintöchter                                                  | Köln              | 1984                                                  | Frauen    |
| Rosa Note                                                         | Stuttgart         | 1992                                                  | Männer    |
| RosaCavaliere                                                     | Berlin            | 1990                                                  | Männer    |
| RosaKehlchen                                                      | Heidelberg        | 1992                                                  | Männer    |
| Sang&Klang:Los!                                                   | Dortmund          | 1999                                                  | gemischt  |
| schmaz                                                            | Zürich            | 1990                                                  | Männer    |
| Schola Cantorosa                                                  | Hamburg           | 1987                                                  | Männer    |
| Die Schrillerlocken                                               | Hamburg           | 1987                                                  | Frauen    |
| Die Schrillmänner                                                 | Karlsruhe         | 1988                                                  | Männer    |
| Schwubs - Schwule Berner Sänger                                   | Bern              | 1992                                                  | Männer    |
| Schwuler Männerchor Kiel                                          | Kiel              | 1988 (2005 aufgelöst)                                 | Männer    |
| Sotto Voce                                                        | Würzburg          | 2007                                                  | gemischt  |
| Taktlos                                                           | Osnabrück         | 2000                                                  | Frauen    |
| Die Tinnitussis                                                   | Nürnberg          | 2010                                                  | Frauen    |
| Die Tollkirschen                                                  | Leipzig           | 2003 (Nachfolgechor der „Kirschblüten“)               | Männer    |
| Trällerpfeifen                                                    | Nürnberg          | 1997 (als Plärrboys; umbenannt 2000)                  | Männer    |
| Triviatas                                                         | Köln              | 1982 (Chorarbeit 2012 eingestellt)                    | Männer    |
| Tucktett und die 2 Sybillen                                       | Trier             | 1996 (aufgelöst 2004)                                 | Männer    |
| Die Uferlosen                                                     | Mainz/Wiesbaden   | 1997                                                  | gemischt  |
| Vermischter Chor                                                  | Frankfurt am Main | 1999 (aufgelöst)                                      | gemischt  |
| Vielhomonie Rhein-Ruhr                                            | Duisburg          | 1991                                                  | Männer    |
| Vox Homana                                                        | Hannover          | 1989 (aufgelöst 2018)                                 | Männer    |
| Warme Wellen                                                      | Aachen            | 1990 (aufgelöst 2011)                                 | Männer    |
| Die WEIBrations                                                   | Karlsruhe         | 1994                                                  | Frauen    |
| Zauberflöten                                                      | Köln              | 1994                                                  | Männer    |
| Männersache - Vienna Gay Men’s Chorus                             | Wien              | 2018                                                  | Männer    |
| Die Buntmeisen – Vermischter Chor Klagenfurt für queers & friends | Klagenfurt        | 2024                                                  | gemischt  |